# Bernardo Long
Bernardo Enzo Long Baccino, noto semplicemente come Bernardo Long (Colonia Valdense, 27 settembre 1989), è un calciatore uruguaiano, portiere dell'IA Río Negro.

## Carriera
Cresciuto nel settore giovanile del Rampla Juniors, ha esordito in prima squadra il 30 ottobre 2010 disputando l'incontro di Primera División Profesional vinto 2-0 contro il Miramar Misiones.